# Societas Italica Rosae Crucis
La Societas Italica Rosae + Crucis, también conocida por el acrónimo S.I.R + C, es una sociedad rosacruz italiana y mundial.
El propósito de las Societas consiste en el estudio y en la profundización de todos aquellos temas vinculados a la tradición del movimiento filosófico europeo llamado Rosacrociano, y de todas las disciplinas herméticas-alquímicas-cabalísticas propias de la cultura esotérica occidental; incluyendo la profundización de esa corriente de pensamiento llamada martinismo, así como, de todas las influencias simbólicas y rituales provenientes del Antiguo Egipto y fusionadas, después de la campaña napoleónica de 1799, en los círculos culturales europeos.

## Historia
La Societas Italica Rosae Crucis nació el 21 de marzo de 2017, en el Bajo Piamonte, inspirada en el impulso Rosacruz original, que en forma oculta comenzó a actuar ya en el siglo XIII y posteriormente surgió en forma exotérica con el Manifiesto Rosacruz, que es la  Fama Fraternitatis Rosae Crucis (1614), Confessio Fraternitatis (1615) y el matrimonio químico de Christian Rosenkreutz (1616). Inicialmente compuesto por algunos miembros de otras realidades iniciáticas, incluida la masonería y el martinismo, posteriormente encontró un gran interés por parte de muchos iniciados y esoteristas, que se extendieron, en el espacio de dos años, a diferentes partes de Italia y el mundo.

## Filosofía
Societas Italica Rosae + Crucis es una empresa iniciadora que cultiva la tradición rosacruz, idealmente fundada por Christian Rosenkreutz, con especial referencia a la tradición italiana de: Federico Gualdi, Giuseppe Francesco Borri, Francesco Maria Santinelli, Massimiliano Savelli Palombara y Cristina de Suecia.

## Estructura de la S.I.R. + C

### I Orden
- I grado - Zelator
- II grado - Theoricus
- III grado- Practicus
- IV grado - Philosophus

### II Orden
- V grado - Adeptus Minor
- VI grado - Adeptus Major
- VII grado - Adeptus Exemptus

### III Orden
- VIII grado - Magister Templi
- IX grado - Magus

## Requisitos de acceso
El acceso está garantizado a todos aquellos que han alcanzado la mayoría de edad y profesan fe en la trinidad cristiana. La entrada en la Orden se produce exclusivamente por cooptación.